# Quận Talladega, Alabama
Quận Talladega là một quận thuộc tiểu bang Alabama, Hoa Kỳ.
Quận này được đặt tên theo. Theo điều tra dân số của Cục điều tra dân số Hoa Kỳ năm 2000, quận có dân số người. Quận lỵ đóng ở.